# 2009年世界房車錦標賽巴西站
2009年世界房車錦標賽巴西站是2009年度世界房車錦標賽的第一站賽事，正式比賽在2009年3月8日於巴西庫里奇巴國際賽道上舉行。這是第四次在巴西舉行賽事。第一回合由西亞車隊的伊雲·梅拿勝出，第二回合由西亞車隊的泰基尼勝出。